# لارینه (کریمه)
لارینه (به لاتین: Laryne) یک منطقهٔ مسکونی در اوکراین است که در شبه‌جزیره کریمه واقع شده‌است. لارینه ۲۹۲ نفر جمعیت دارد و ۲۸ متر بالاتر از سطح دریا واقع شده‌است.